# Visby Sogn (Tønder Kommune)
 For alternative betydninger, se Visby Sogn. (Se også artikler, som begynder med Visby Sogn)
Visby Sogn er et sogn i Tønder Provsti (Ribe Stift).
Visby Sogn hørte til Tønder, Højer og Lø Herred i Tønder Amt. Visby sognekommune blev ved kommunalreformen i 1970 indlemmet i Bredebro Kommune, der ved strukturreformen i 2007 indgik i Tønder Kommune.
I Visby Sogn ligger Visby Kirke.
I sognet findes følgende autoriserede stednavne:
- Mollerup (bebyggelse, ejerlav)
- Nørby (bebyggelse)
- Trøjborg (landbrugsejendom)
- Visby (bebyggelse, ejerlav)
- Visby Hedegård (landbrugsejendom)
- Øster Gammelby (bebyggelse, ejerlav)

## Afstemningsresultat
Folkeafstemningen ved Genforeningen i 1920 gav i Visby Sogn 415 stemmer for Danmark, 48 for Tyskland. Af vælgerne var 83 tilrejst fra Danmark, 33 fra Tyskland. 